# Aleksandr Jewgienjew
Aleksandr Anatoljewicz Jewgienjew (ros. Александр Анатольевич Евгеньев; ur. 20 lipca 1961) – rosyjski lekkoatleta specjalizujący się w biegach sprinterskich. Sukcesy odnosił w barwach Związku Radzieckiego.

## Sukcesy sportowe
- dwukrotny mistrz Związku Radzieckiego w biegu na 200 metrów – 1985, 1986[1]
- dwukrotny halowy mistrz Związku Radzieckiego w biegu na 200 m – 1984, 1986[2]
- dwukrotny rekordzista Związku Radzieckiego w sztafecie 4 x 100 metrów – do wyniku 38,02 w 1987[3]

| Rok  | Miasto    | Zawody                    | Konkurencja                      | Wynik                     |
| ---- | --------- | ------------------------- | -------------------------------- | ------------------------- |
| 1983 | Budapeszt | halowe mistrzostwa Europy | bieg na 200 m                    | złoty medal               |
| 1984 | Göteborg  | halowe mistrzostwa Europy | bieg na 200 m                    | złoty medal               |
| 1984 | Moskwa    | zawody Przyjaźń-84        | sztafeta 4 × 100 m bieg na 200 m | złoty medal srebrny medal |
| 1985 | Paryż     | światowe igrzyska halowe  | bieg na 200 m                    | złoty medal               |
| 1985 | Pireus    | halowe mistrzostwa Europy | bieg na 200 m                    | brązowy medal             |
| 1986 | Stuttgart | mistrzostwa Europy        | sztafeta 4 × 100 m bieg na 200 m | złoty medal 6. miejsce    |
| 1986 | Madryt    | halowe mistrzostwa Europy | bieg na 200 m                    | srebrny medal             |
| 1987 | Rzym      | mistrzostwa świata        | sztafeta 4 × 100 m               | srebrny medal             |

## Rekordy życiowe
- bieg na 60 m (hala) – 6,67 – Budapeszt 05/03/1983
- bieg na 100 m – 10,22 – Kijów 21/06/1984
- bieg na 200 m – 20,41 – Moskwa 18/08/1984
- bieg na 200 m (hala) – 20,83 – Moskwa 19/02/1984[4]